# Inverness (Florida)
 Denne artikel omhandler byen i delstaten Florida i USA. Opslagsordet har også en anden betydning, se Inverness (flertydig).
Inverness er en amerikansk by og administrativt centrum i det amerikanske county Citrus County i staten Florida. Byen har et indbyggertal på 7.543 (2020) indbyggere.

## Ekstern henvisning
- Inverness hjemmeside (engelsk)